# Eurypogon niger
Eurypogon niger är en skalbaggsart som först beskrevs av Melsheimer 1846.  Eurypogon niger ingår i släktet Eurypogon och familjen Artematopodidae. Inga underarter finns listade i Catalogue of Life.